# Melancholic Paradise Tour
Tournées par Tokio Hotel
Dream Machine Tour 
(2017-2018) Beyond the World Tour 
(2023-2024)
Melancholic Paradise Tour est une tournée mondiale du groupe de rock allemand Tokio Hotel, du 28 avril 2019 au 22 mars 2020, la dernière partie fut annulée en raison de la crise liée au Covid-19,.

## Liste des titres[3]
1. Intro + When It Rains, It Pours
2. Girl Got A Gun
3. The Heart Get No Sleep
4. What If
5. Boy Don't Cry
6. Better
7. Feel It All
8. DarkSide Of The Sun (acoustique)
9. Run Run Run
10. Melancholic Paradise
11. Love Who Loves You Back
12. Stop, Babe
13. Wenn nichts mehr geht
14. Heilig
15. Easy
16. Chateau
17. Stormy Weather
18. Durch Den Monsun
19. Berlin (refrain en allemand)

## Dates et lieux des concerts
| Date                        | Ville             | Pays               | Salle                                  |
| --------------------------- | ----------------- | ------------------ | -------------------------------------- |
| Part 1 : Europe             |                   |                    |                                        |
| 28 avril 2019               | Londres           | Royaume-Uni        | O2 Forum Kentish Town                  |
| 30 avril 2019               | Cologne           | Allemagne          | E-Werk                                 |
| 1er mai 2019                | Bruxelles         | Belgique           | Ancienne Belgique                      |
| 3 mai 2019                  | Barcelone         | Espagne            | Razzmatazz                             |
| 4 mai 2019                  | Madrid            | Espagne            | Sala Gotham                            |
| 6 mai 2019                  | Toulouse          | France             | Le Bikini                              |
| 7 mai 2019                  | Milan             | Italie             | Fabrique                               |
| 9 mai 2019                  | Rome              | Italie             | Atlantico                              |
| 10 mai 2019                 | Bologne           | Italie             | Estragon                               |
| 12 mai 2019                 | Paris             | France             | Olympia (COMPLET)                      |
| 13 mai 2019                 | Lyon              | France             | Le Transbordeur                        |
| 15 mai 2019                 | Amsterdam         | Pays-Bas           | Melkweg Max                            |
| 16 mai 2019                 | Eindhoven         | Pays-Bas           | Effenaar                               |
| 17 mai 2019                 | Stuttgart         | Allemagne          | Turbinenhalle                          |
| 19 mai 2019                 | Munich            | Allemagne          | Tonhalle München                       |
| 20 mai 2019                 | Zurich            | Suisse             | Volkshaus                              |
| 22 mai 2019                 | Stuttgart         | Allemagne          | Im Wizemann                            |
| 25 mai 2019                 | Berlin            | Allemagne          | Huxleys Neue Welt                      |
| 26 mai 2019                 | Francfort         | Allemagne          | Batschkapp                             |
| 28 mai 2019                 | Hambourg          | Allemagne          | Docks (en)                             |
| 29 mai 2019                 | Hanovre           | Allemagne          | Capitol                                |
| 31 mai 2019                 | Leipzig           | Allemagne          | Haus Auensee                           |
| 1er juin 2019               | Vienne            | Autriche           | Planet.tt Bank Austria Halle Gasometer |
| 2 juin 2019                 | Budapest          | Hongrie            | Mom Sport Arena                        |
| 4 juin 2019                 | Prague            | République tchèque | Divadlo Hybernia                       |
| 5 juin 2019                 | Varsovie          | Pologne            | Progresja Music Zone                   |
| 7 juin 2019                 | Copenhague        | Danemark           | Vega                                   |
| 8 juin 2019                 | Oslo              | Norvège            | Sentrum Scene                          |
| 10 juin 2019                | Stockholm         | Suède              | Fryshuset                              |
| Part 2 : Europe de l’Est    |                   |                    |                                        |
| 13 juin 2019                | Saint-Pétersbourg | Russie             | DK Lensoveta                           |
| 15 juin 2019                | Minsk             | Biélorussie        | Prime Hall                             |
| 17 juin 2019                | Kiev              | Ukraine            | Atlas                                  |
| 20 juin 2019                | Moscou            | Russie             | 1930MOSCOW                             |
| 21 juin 2019                | Moscou            | Russie             | 1930MOSCOW                             |
| Part 3 : Latin America Tour |                   |                    |                                        |
| 4 mars 2020                 | Los Angeles       | États-Unis         | Troubadour                             |
| 7 mars 2020                 | Mexico            | Mexique            | Auditorio BlackBerry                   |
| 11 mars 2020                | Guadalajara       | Mexique            | Teatro Diana                           |

### Concerts annulés
| Date         | Ville        | Pays      | Salle                                |
| ------------ | ------------ | --------- | ------------------------------------ |
| 13 mars 2020 | Quito        | Équateur  | Centro de Convenciones el Teleférico |
| 15 mars 2020 | Santiago     | Chili     | Teatro Cariola                       |
| 17 mars 2020 | Lima         | Pérou     | Los Domos de San Miguel              |
| 19 mars 2020 | La Paz       | Bolivie   | Campo Ferial La Paz Chuquiago Marka  |
| 21 mars 2020 | Buenos Aires | Argentine | Teatro Gran Rex                      |
| 22 mars 2020 | São Paulo    | Brésil    | Carioca Club                         |

En raison du coronavirus, le groupe a annoncé sur sa page Facebook le 12 mars 2020 devoir suspendre le reste de sa tournée prévue en Amérique latine. « La tournée a été suspendue en raison de la pandémie du virus corona et des restrictions sanitaires des autorités locales. Le groupe a le cœur brisé car il ne pourra pas se produire devant ses fans en ce moment incertain. Leur priorité absolue est de préserver la santé et la sécurité de leurs fans, de leurs collègues et du grand public. Nous vous communiquerons plus d'informations dès qu'elles seront disponibles. »

## Musiciens
- Bill Kaulitz (chant)
- Tom Kaulitz (guitare-synthétiseur-piano-percussions, batterie, batterie électronique pad, chant)
- Georg Listing (basse-synthétiseur)
- Gustav Schäfer (batterie)